# Khangarh (Pendjab)
Khangarh (en ourdou : خان گڑھ) est une ville pakistanaise située dans le district de Muzaffargarh, dans le sud de la province du Pendjab. C'est la quatrième plus grande ville du district. Elle est située à moins de vingt kilomètres au sud de Muzaffargarh.
La population de la ville a été multipliée par plus de quatre entre 1972 et 2017 selon les recensements officiels, passant de 7 187 habitants à 30 390. Entre 1998 et 2017, la croissance annuelle moyenne s'affiche à 3,1 %, bien supérieure à la moyenne nationale de 2,4 %. Selon le recensement de 2023, la population de la ville monte à 32 161 habitants.
|            | 1972 (rec.) | 1981 (rec.) | 1998 (rec.) | 2017 (rec.) | 2023 (rec.) |
| ---------- | ----------- | ----------- | ----------- | ----------- | ----------- |
| Population | 7 187       | 11 445      | 16 899      | 30 390      | 32 161      |